# Élections fédérales australiennes de 1934
Les élections fédérales australiennes de 1934 ont eu lieu le 15 septembre 1934, afin de renouveler les 74 sièges de la Chambre des représentants et 18 des 36 sièges du Sénat. Ces élections ont été à nouveau remportées par le parti United Australia, mené par Joseph Lyons.
Deux mois après les élections, le parti United Australia forme une coalition avec le Parti national d'Australie, mené par Earle Page.